# 中部美洲世界树

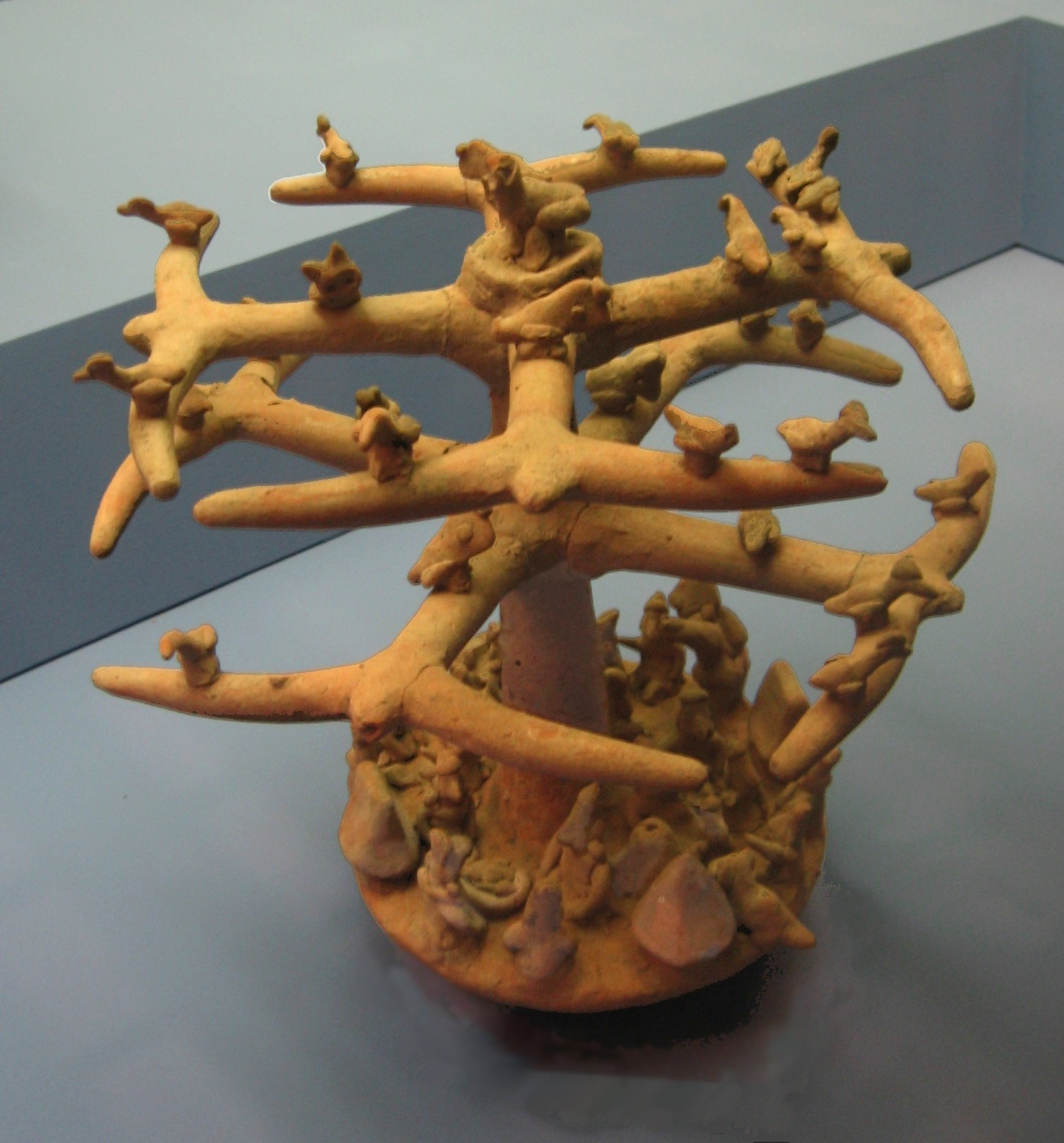
生命之树

世界樹或生命之樹，是一種在前哥倫布時期盛行於中部美洲的神秘宇宙論的一個傳說，與當地的創世傳說及圖像誌相關。世界樹並不是一棵樹，而是由多棵樹組成，除了在中央的一棵連接天、地與陰曹的支柱以外，在四個方位各有一棵代表著中央一棵樹的其他四棵樹。它象徵着生命，位於宇宙的中心。
世界樹經常被描繪為有鳥兒在樹枝上，而樹根則深入至泥土和水裡。在中美洲的神話傳說，地府的象徵物是一隻水怪，所以世界樹深入「泥土和水裡」，其實亦入深入「地府」的意義。

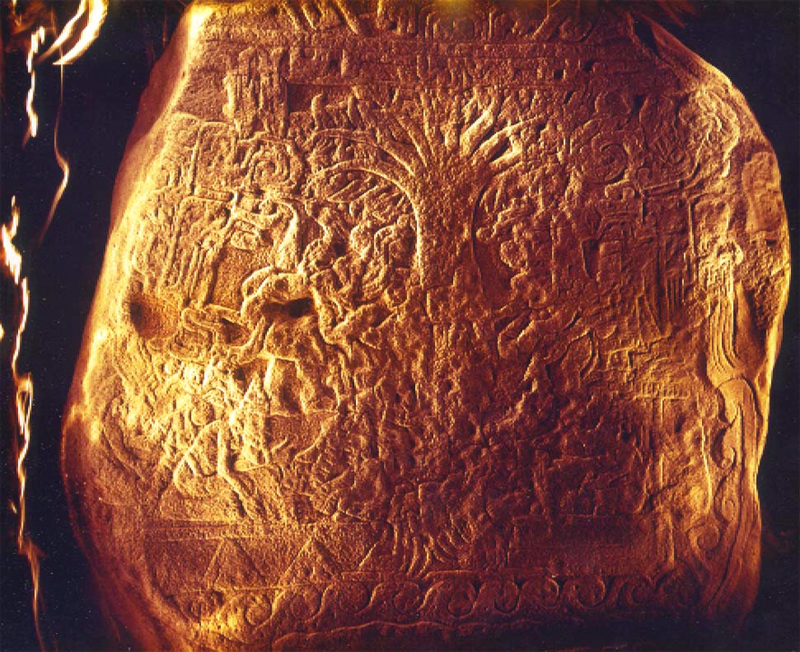
Izapa5号石碑描绘的生命之树

## 參看
- 瑪雅神秘思想
  - 席巴巴與曼特納
- 阿茲特克神秘思想
- Olmec mythology（英语：Olmec mythology）
- Vision Serpent（英语：Vision Serpent）
- 生命樹
- 世界支柱
- 世界之树
- 真愛永恆
- 扶桑

## 註解
1. ↑  Miller and Taube (1993), p.186.

## 外部連結
- 馬雅神話南美洲失落的文明：馬雅民族的神話與信仰